# Liberator (súng)
Liberator là một khẩu súng lục đơn, in 3D, đây là thiết kế súng cầm tay đầu tiên có thể in trực tuyến rộng rãi. Công ty nguồn mở Defense Distributed thiết kế súng và phát hành các kế hoạch trên Internet vào ngày 6 tháng 5 năm 2013. Các kế hoạch đã được tải xuống hơn 100.000 lần trong hai ngày trước khi Bộ Ngoại giao Hoa Kỳ yêu cầu Defense Distributed rút lại các kế hoạch.
Các kế hoạch cho súng vẫn được lưu trữ trên Internet và có sẵn tại các trang web chia sẻ tệp như The Pirate Bay và GitHub.
Vào ngày 19 tháng 7 năm 2018, Bộ tư pháp Hoa Kỳ đã đạt được một thỏa thuận với Defense Distributed, cho phép bán các kế hoạch cho vũ khí in 3D trực tuyến, bắt đầu từ ngày 1 tháng 8 năm 2018.

## Tên và khái niệm
Khẩu súng lục được đặt theo tên của FP-45 Liberator, một khẩu súng lục đơn mà George Hyde thiết kế và Bộ phận sản xuất nội địa của General Motors Corporation được sản xuất hàng loạt cho Văn phòng Dịch vụ chiến lược Hoa Kỳ (OSS) trong Thế chiến II. PMNM dự định thả không khí súng vào châu Âu bị chiếm đóng để các lực lượng kháng chiến sử dụng. Một dự án của PMNM (mà sau này trở thành CIA), người ta cho rằng người Liberator được coi như một công cụ chiến tranh tâm lý. Lực lượng chiếm đóng ở châu Âu sẽ phải cân nhắc bằng chứng về súng ngắn phân tán như là một yếu tố trong việc lập kế hoạch chống lại sự kháng cự dân sự, điều này sẽ làm phức tạp chiến lược của họ và ảnh hưởng đến tinh thần. Tuy nhiên, mặc dù được sử dụng ở Pháp, có rất ít bằng chứng cho thấy các khẩu súng lục đã từng rơi vào châu Âu bị chiếm đóng với số lượng lớn.
Bản phát hành của Liberator cho Internet có thể được hiểu là nỗ lực của Defense Distributed để thực hiện thành công hoạt động tâm lý lịch sử và là một hành động mang tính biểu tượng hỗ trợ cho các chính phủ thế giới.

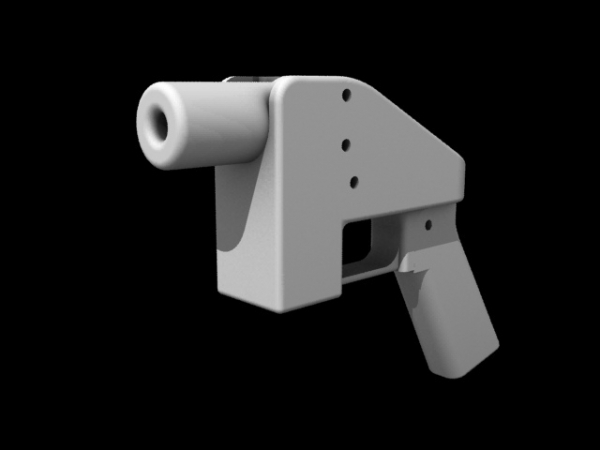
Súng Liberator kỹ thuật số bởi Defense Distributed

## Rút kế hoạch và lưu trữ The Pirate Bay
Vài ngày sau khi công bố của họ, Văn phòng kiểm soát thương mại quốc phòng của Bộ Ngoại giao Hoa Kỳ đã ban hành một bức thư cho Defense Distributed yêu cầu rằng nó rút lại các kế hoạch của Liberator phát hành ra công chúng. Bộ Ngoại giao đã biện minh cho nhu cầu này bằng cách khẳng định quyền điều chỉnh luồng dữ liệu kỹ thuật liên quan đến vũ khí và vai trò của nó trong việc thực thi Đạo luật kiểm soát xuất khẩu vũ khí năm 1976.
Tuy nhiên, ngay sau đó thiết kế xuất hiện trên The Pirate Bay (TPB), công khai tuyên bố bảo vệ thông tin. Được trích dẫn trên TorrentFreak: "TPB đã gần 10 năm hoạt động mà không cần gỡ một torrent nào do áp lực từ bên ngoài và sẽ không bao giờ làm điều đó."

Trang web sẽ tiếp tục phát hành một tuyên bố trên trang Facebook của nó:
Vì vậy, rõ ràng có một số bản in 3D của súng trong phần vật lý tại TPB. Bản in mà chính phủ Hoa Kỳ hiện đang yêu cầu quyền sở hữu. Vị trí của chúng tôi, như mọi khi, để không xóa bất kỳ torrents miễn là nội dung của nó như được nêu trong mô tả torrents. Súng có thể in được là một vấn đề rất nghiêm trọng sẽ được tranh luận trong một thời gian dài kể từ bây giờ. Chúng tôi không tha thứ bạo lực súng. Chúng tôi tin rằng thế giới cần ít súng hơn, không cần nhiều súng hơn. Tuy nhiên, chúng tôi tin rằng các bản in này sẽ được lưu lại trên internets bất kể khối và kiểm duyệt, vì đó là cách thức các internet hoạt động. Nếu có một kẻ điên cuồng ở đó, những người muốn in súng để giết người, họ sẽ làm điều đó. Có hoặc không có TPB. Tốt hơn để có những bản in ra trong internets mở (TPB) và lên cho peer xem xét (các chủ đề bình luận), hơn bán ẩn trong các phần tối hơn của internet.— The Pirate Bay, ngày 10 tháng 5 năm 2013

## Tiếp nhận
Bản gốc của Liberator đã được bảo tàng Victoria và Albert mua lại vĩnh viễn, và một bản sao của khẩu súng được trưng bày tại Bảo tàng Khoa học London.
Viết trên Register, Lewis Trang chế nhạo Liberator nói rằng "nó không phải là bất kỳ khẩu súng nào hơn bất kỳ mảnh ống nhựa rất ngắn nào khác là" khẩu súng ", và so sánh nó một cách bất lợi với khẩu súng kéo thập niên 1950.

## Lịch sử người dùng
Vào tháng 5 năm 2013, chương trình tình hình hiện tại của Phần Lan Yle TV2 Ajankohtainen kakkonen đã sản xuất một khẩu súng lục Liberator dưới sự giám sát của một thợ súng chuyên nghiệp và bắn nó dưới các điều kiện được kiểm soát. Trong cuộc thử nghiệm, vũ khí tan vỡ.
Các phóng viên Kênh 10 của Israel đã xây dựng và thử nghiệm một khẩu Liberator với một nòng 9 mm, bắn trúng thành công một mục tiêu ở khoảng cách vài mét. Vào ngày 24 tháng 6 năm 2013, các phóng viên đã buôn lậu khẩu súng (không có băng đạn và đạn dược) vào nhà quốc hội Israel, đến trong khoảng cách ngắn của Thủ tướng Israel Benjamin Netanyahu.
Một người đàn ông Nhật Bản chế tạo năm bản sao của Liberator, vào hoặc khoảng ngày 12 tháng 4 năm 2014, ông đã tải lên bằng chứng video về việc ông sở hữu vũ khí lên internet. Các nhà chức trách bắt anh ta vào ngày 8 tháng 5 năm 2014, và thấy rằng ít nhất hai trong số các bản sao sở hữu sức mạnh chết người. Cody Wilson, một người sáng lập của Defense Distributed, đã nói về sự cố rằng người đàn ông "đã thực hiện công việc của mình trong công khai, không nghi ngờ, sợ hãi hoặc không hài lòng".